# Tát Nhĩ Đồ
Tát Nhĩ Đồ (chữ Hán giản thể: 萨尔图区, âm Hán Việt: Tát Nhĩ Đồ khu) là một quận thuộc địa cấp thị Đại Khánh, tỉnh Hắc Long Giang, Cộng hòa Nhân dân Trung Hoa. Quận Tát Nhĩ Đồ có diện tích 549 km², dân số 260.000 người. Mã số bưu chính của quận Tát Nhĩ Đồ là 163001. Quận này được chia thành 9 nhai đạo.
- Nhai đạo biện sự xứ: Tát Nhĩ Đồ, Hội Chiến, Thiết Nhân, Hữu Nghị, Ủng Quân, Hỏa Cự, Phú Cường, Đông An, Đông Phong.